# Katori (Chiba)
Katori (jap. 香取市 Katori-shi) ist eine Stadt in Japan in der Präfektur Chiba.

## Geographie
Katori liegt östlich von Tokio und Narita, nordöstlich von Chiba und westlich von Chōshi.
Der Tone fließt die Stadt von Nordwesten nach Nordosten.

## Sehenswürdigkeiten

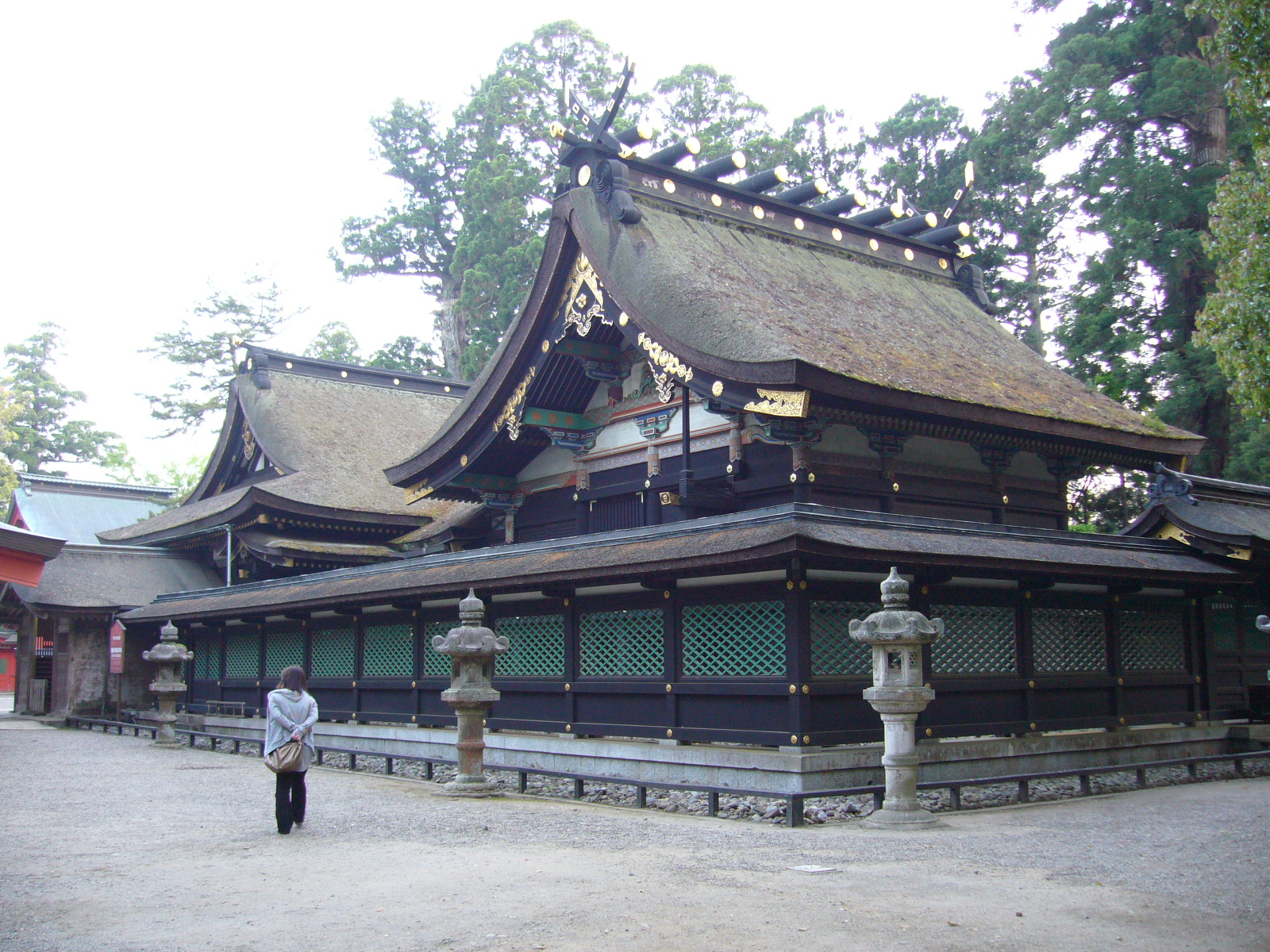
Katori-jingū

Zu den Sehenswürdigkeiten zählt der Shintō-Schrein Katori-jingū.

## Verkehr
- Straße:
  - Higashikantō-Autobahn nach Tōkyō oder Kashima
  - Nationalstraße 125 nach Kumagaya
- Zug:
  - JR Sōbu-Linie nach Tōkyō und Yokohama

## Söhne und Töchter der Stadt
- Iizasa Ienao (1387–1488) (Goshi (Landsamurai))
- Takao Sakurai (1941–2012), Boxer

## Angrenzende Städte und Gemeinden
- Präfektur Chiba
  - Narita
  - Asahi
  - Sōsa
  - Tōnoshō
  - Tako
  - Kōzaki
- Präfektur Ibaraki
  - Inashiki
  - Itako
  - Kamisu